# Наве (Бреша)
Наве (итал. Nave) је насеље у Италији у округу Бреша, региону Ломбардија.
Према процени из 2011. у насељу је живело 10848 становника. Насеље се налази на надморској висини од 221 м.

## Становништво
Према резултатима пописа становништва 2011. у општини је живело 10.957 становника.
| 1951. | 1961. | 1971. | 1981. | 1991. | 2001.  | 2011.  |
| ----- | ----- | ----- | ----- | ----- | ------ | ------ |
| 5.536 | 6.790 | 8.262 | 9.413 | 9.838 | 10.433 | 10.957 |